# Ȼ

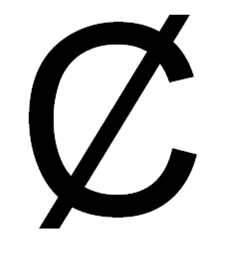
C met streep

Ȼ (kleine letter:  ȼ) is een letter van het Latijnse alfabet, gevormd van C met als toevoeging een schuine streep door de letter. De letter wordt gebruikt om een harde ‘ts’-klank aan te geven. In het Saanich alfabet wordt  het gebruikt om een k met een kleine w-klank aan te geven. 
Ȼ werd niet toegevoegd aan Unicode tot versie 4.1 in 2005, en bestond niet in karaktereeksen. Nu wordt Ȼ wel erkend en gebruikt. Het teken voor een cent wordt ook weleens als een c met een schuine streep gebruikt.